# Ignacio Gutiérrez 3ra. Sección
Ignacio Gutiérrez 3ra. Sección är en ort i Mexiko.   Den ligger i kommunen Huimanguillo och delstaten Tabasco, i den sydöstra delen av landet, 600 km öster om huvudstaden Mexico City. Ignacio Gutiérrez 3ra. Sección ligger 23 meter över havet och antalet invånare är 413.
Terrängen runt Ignacio Gutiérrez 3ra. Sección är mycket platt. Runt Ignacio Gutiérrez 3ra. Sección är det ganska glesbefolkat, med 45 invånare per kvadratkilometer. Närmaste större samhälle är Francisco Rueda, 14,6 km sydväst om Ignacio Gutiérrez 3ra. Sección. Trakten runt Ignacio Gutiérrez 3ra. Sección består till största delen av jordbruksmark.